# بيري بروكس
بيري بروكس (بالإنجليزية: Perry Brooks)‏ هو لاعب كرة قدم أمريكية أمريكي، ولد في 4 ديسمبر 1954 في بوغالوسا في الولايات المتحدة، وتوفي في 1 مارس 2010 في ودبريدغ في الولايات المتحدة.

## وصلات خارجية
- بيري بروكس على موقع مرجع كرة القدم المحترفة.كوم (الإنجليزية)